# Attentat du 13 novembre 1893
L'attentat du 13 novembre 1893 est une attaque au couteau menée à Paris par le militant anarchiste Léon Léauthier contre Rista Georgevitch, un diplomate serbe visé car « il fait bourgeois ». L'attaque, qui prend place au milieu de l'ère des attentats (1892-1894), est entreprise par l'anarchiste en réponse à son renvoi de son emploi de cordonnier et la misère dans laquelle il se trouve. Il s'agit d'un des premiers actes de terrorisme indiscriminé de l'histoire, ayant lieu seulement six jours après l'attentat du Liceu et quelques mois avant l'attentat du café Terminus et un événement fondateur pour le terrorisme moderne.
La victime de l'attaque survit finalement à ses blessures, tandis que Léauthier est condamné à la réclusion à perpétuité au bagne, où il est assassiné par la police en 1894.

## Histoire

### Contexte

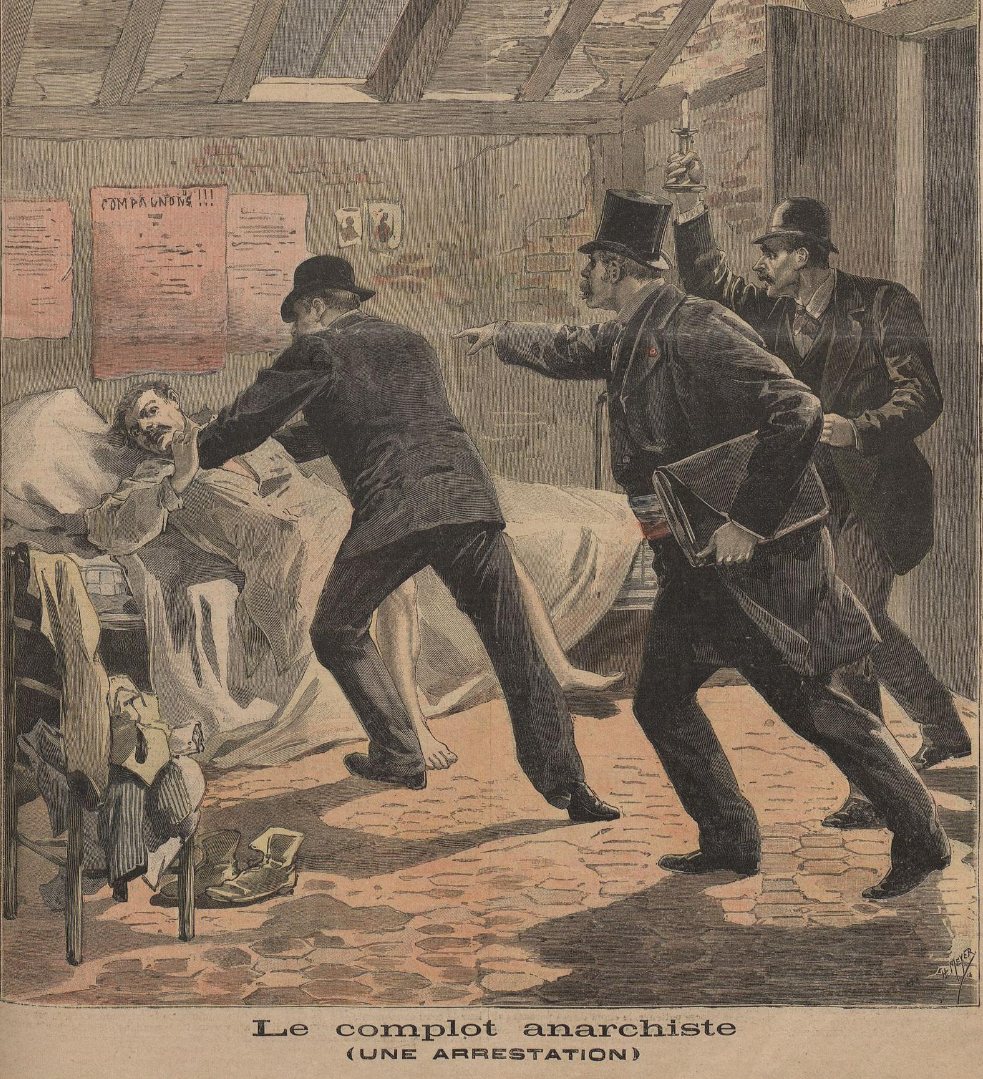
Représentation de l'arrestation d'un anarchiste pendant l'ère des attentats, Le Petit Journal (3 juin 1983)

Au XIXe siècle, l'anarchisme naît et se constitue en Europe avant de se propager. Les anarchistes défendent la lutte contre toutes formes de domination perçues comme injustes, en premier lieu la domination économique, avec le développement du capitalisme. Ils sont particulièrement opposés à l'État, vu comme l'organisation permettant d'entériner ces dominations au travers de sa police, son armée et sa propagande.
En France, les relations déjà conflictuelles entre les anarchistes et l'État français, matérialisé dans la Troisième République, entrent dans une nouvelle période de tensions très importantes : en 1891, la fusillade de Fourmies, où l'armée tire sur des manifestants demandant une journée de travail de huit heures, et l'affaire de Clichy, où des anarchistes sont arrêtés, battus et maltraités par la police radicalisent un certain nombre d'anarchistes en France. Le fait que les anarchistes arrêtés après l'affaire de Clichy soient jugés avec beaucoup de sévérité, le procureur demandant la peine de mort pour les trois et le juge les condamnant à des peines très dures de trois et cinq ans de prison, est un catalyseur important pour l'entrée dans l'ère des attentats. 
Les attentats se succèdent, la répression s'accentue sur les anarchistes et un jeune Léon Léauthier, militant anarchiste depuis ses seize ans, se retrouve sans emploi. Il se déplace de Manosque à Paris, où il parvient à obtenir un emploi comme cordonnier - dont il est renvoyé à la fin de septembre 1893. Pendant cette période, l'un de ses compagnons anarchistes, Plume, est arrêté par la police.

### Prémices et attentat
Après plus d'un mois au chômage, où il parvient toutefois à travailler comme cordonnier, ci-et-là, pour survivre, il se décide à passer à l'acte. Léauthier cherche à rencontrer Sébastien Faure, dont il suit les conférences depuis qu'il est enfant, lors d'une de ses interventions au début novembre 1893. Il le manque cependant et décide de lui écrire, le 12 novembre 1893. Dans cette lettre, utilisée plus tard lors de son procès, il exprime ses mobiles et l'idéologie sous tendant l'attentat qu'il va mener :

« Je me retrouve à mourir de faim ou à me suicider. Eh bien non ! Je ne choisirai ni l'un ni l'autre, le premier, parce que les magasins regorgent de marchandises ; et le second, je refuse de me suicider pour éviter la honte d'être un lâche et un inconscient. On ne saurait être plus idiot et 'pocheté' de se tuer plutôt que de s'en prendre à ceux qui en sont la cause.
[...] Je me vengerais comme je le pourrais, n'ayant pas les moyens de faire un gros coup, comme le sublime compagnon Ravachol. Mon arme choisie sera mon outil de travail, mais qu'importe ? Ce sera encore une délicatesse que j'apporterais en crevant un bourgeois avec l'arme qui m'aura servi à produire ce que celui-ci consomme à mes dépens.
[...] Je voudrais bien pouvoir choisir, entre les autres, un magistrat [précis... cependant] je ne connais ni leur personne ni leur domicile, mais je ne frapperais pas un innocent en frappant le premier bourgeois venu. »

Le lendemain soir, il va dîner au bouillon Duval, au 31 avenue de l'Opéra. Là, il reste attablé environ quarante-cinq minutes après avoir fini son repas, les yeux dans le vide, puis, vers 20h30, il se lève et va planter un poignard dans la poitrine d'un bourgeois en train de sortir, en ignorant tout de son identité. Il plante la lame dans sa poitrine et s'enfuit en s'élançant dans la rue. La victime, un diplomate serbe du nom de Rista Georgevitch arrache le poignard de sa poitrine d'un coup et est surpris d'avoir été attaqué par Léauthier, qu'il ne connaît pas, s'exclamant :

« Qu'est-ce ? Je ne le connais pas ! C'est trop fort ! Vite un médecin ! Un médecin ! »

Le diplomate serbe s'effondre peu après mais ne meurt pas ; il survit finalement à l'attentat. Peu après, Léauthier se constitue prisonnier au commissariat du 11è arrondissement de Paris.

### Suites
Après s'être constitué prisonnier, Léauthier est incarcéré et mis en procès. Celui-ci, qui dure une journée, résulte dans sa condamnation au bagne à perpétuité. Il y est transféré au cours de l'année 1894 avant d'y être assassiné par l'administration coloniale et pénitentiaire le 21 ou 22 octobre 1894, lors du massacre des anarchistes du bagne.

## Analyses

### Naissance du terrorisme indiscriminé et du terrorisme moderne
Cette attaque a une importance cruciale dans l'histoire du terrorisme, il s'agit, avec celle du Liceu, quelques jours plus tôt, et l'attentat du Café Terminus, d'une des premières attaques de terrorisme indiscriminé de l'histoire. Gilles Ferragu décrit l'action de Léauthier de la sorte :

« Les premiers mots de Rista Georgevitch, ministre de Serbie à Paris, blessé le 13 novembre 1893 par le coup de couteau d’un anarchiste – Léauthier – manifestent la stupéfaction de ce diplomate. Georgevitch est en effet poignardé non pas ès-qualités, mais simplement parce qu’il fait « bourgeois ». [...] Le coup de tranchet de Léon Léauthier serait alors le premier acte d’une forme nouvelle de terrorisme, nouvelle parce qu’elle vise la foule, les masses, anonymement. Ce 13 novembre 1893 pourrait être l’acte de naissance d’un terrorisme moderne en ce qu’il définit, implicitement, un ennemi objectif. Léauthier ne voulut pas, ou ne sut pas faire de son geste un manifeste... C’est, quelques mois plus tard, un autre anarchiste, Émile Henry, qui fait entrer l’opinion publique, prise à partie, dans l’ère du terrorisme de masse, en affirmant, lors de son procès, avoir « frappé dans le tas ». »